# 馬哈贊加二區
馬哈贊加二區，是馬達加斯加的行政區，位於該國西北部，由博愛尼區負責管轄，首府設於馬哈贊加，面積4,390平方公里，2011年人口73,457，人口密度每平方公里16人。